# Birgit Keppler-Stein
Birgit Keppler-Stein (ur. 26 sierpnia 1963 w Pfullingen) – niemiecka narciarka, specjalistka narciarstwa dowolnego. Jej największym sukcesem jest brązowy medal w jeździe po muldach wywalczony podczas mistrzostw świata w Lake Placid. Jej najlepszym wynikiem olimpijskim jest 5. miejsce w jeździe po muldach na igrzyskach olimpijskich w Albertville. Najlepsze wyniki w Pucharze Świata osiągnęła w sezonie 1991/1992, kiedy to zajęła 12. miejsce w klasyfikacji generalnej, a w klasyfikacji jazdy po muldach była czwarta.
W 1994 r. zakończyła karierę.

## Osiągnięcia

### Igrzyska olimpijskie
| Miejsce | Dzień     | Rok  | Miejscowość | Konkurencja      | Zwycięzca            |
| ------- | --------- | ---- | ----------- | ---------------- | -------------------- |
| 20.     | 13 lutego | 1992 | Albertville | Jazda po muldach | Donna Weinbrecht     |
| 5.      | 12 lutego | 1994 | Lillehammer | Jazda po muldach | Stine Lise Hattestad |

### Mistrzostwa świata
| Miejsce | Dzień     | Rok  | Miejscowość | Konkurencja      | Zwycięzca        |
| ------- | --------- | ---- | ----------- | ---------------- | ---------------- |
| 6.      | 3 marca   | 1989 | Oberjoch    | Jazda po muldach | Raphaëlle Monod  |
| 3.      | 12 lutego | 1991 | Lake Placid | Jazda po muldach | Donna Weinbrecht |

### Puchar Świata

#### Miejsca w klasyfikacji generalnej
- sezon 1986/1987: 45.
- sezon 1987/1988: 34.
- sezon 1988/1989: 25.
- sezon 1989/1990: 13.
- sezon 1990/1991: 21.
- sezon 1991/1992: 12.
- sezon 1993/1994: 49.

#### Miejsca na podium
1. Mont Gabriel – 7 stycznia 1989 (Jazda po muldach) – 3. miejsce
2. Lake Placid – 13 stycznia 1990 (Jazda po muldach) – 3. miejsce
3. Breckenridge – 20 stycznia 1990 (Jazda po muldach) – 3. miejsce
4. Calgary – 28 stycznia 1990 (Jazda po muldach) – 3. miejsce
5. Breckenridge – 18 stycznia 1991 (Jazda po muldach) – 2. miejsce
6. Lake Placid – 24 stycznia 1992 (Jazda po muldach) – 3. miejsce